# Rheinhafen-Dampfkraftwerk Karlsruhe
Rheinhafen-Dampfkraftwerk Karlsruhe (RDK) is een elektriciteitscentrale aan de Rijn, direct bij de ingang van de Rijnhaven bij Karlsruhe.
Deze centrale van EnBW bestaat uit acht blokken. De schoorsteen van blok 7 is 233 meter hoog en daarmee het hoogste bouwwerk in Karlsruhe. De schoorstenen van blok 8 (230 meter) en blok 5 en 6 (210 meter) zijn lager. De koeltoren heeft een hoogte van 80 meter. Naast elektriciteit levert de centrale ook warmte voor stadsverwarming. Het verbouwde blok 4 heeft een gasturbine en wordt ook wel met RDK-4S of Gas- und Dampfkraftwerk (GuD) Karlsruhe aangeduid. Blok 8 is vrijwel identiek aan blok 9 van elektriciteitscentrale Mannheim. 
| blok        | brandstof         | vermogen | bouw | ingebruikname | stillegging | status                    |
| ----------- | ----------------- | -------- | ---- | ------------- | ----------- | ------------------------- |
| 1-6         | steenkool         | 180 MW   | 1950 | 1955          | 1984        | uitgeschakeld en verbouwd |
| 4 (blok 4S) | aardgas           | 350 MW   |      | 1998          | 2017        | reserve                   |
| 5 en 6      |                   | 427 MW   |      |               | ?           | reserve                   |
| 7           | steenkool/aardgas | 550 MW   | 1981 | 1985          | ?           | reserve                   |
| 8 (RDK-8)   | steenkool/aardgas | 912 MW   | 2008 | 2014          |             | in gebruik                |

## Externe link

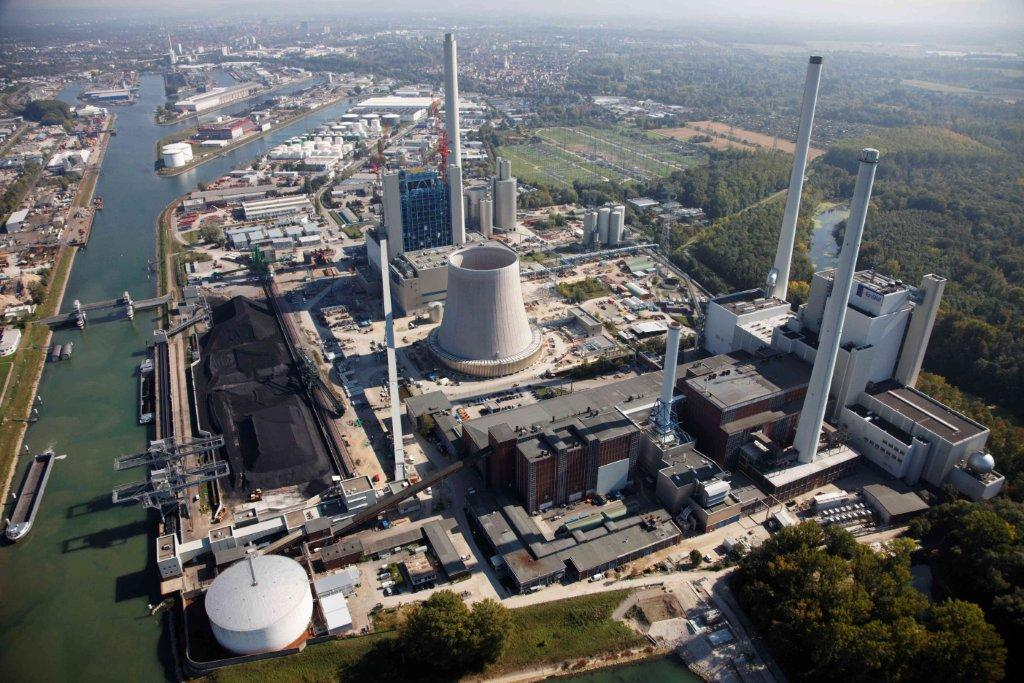
luchtfoto uit 2011 waarop de bouw van blok 8 zichtbaar is
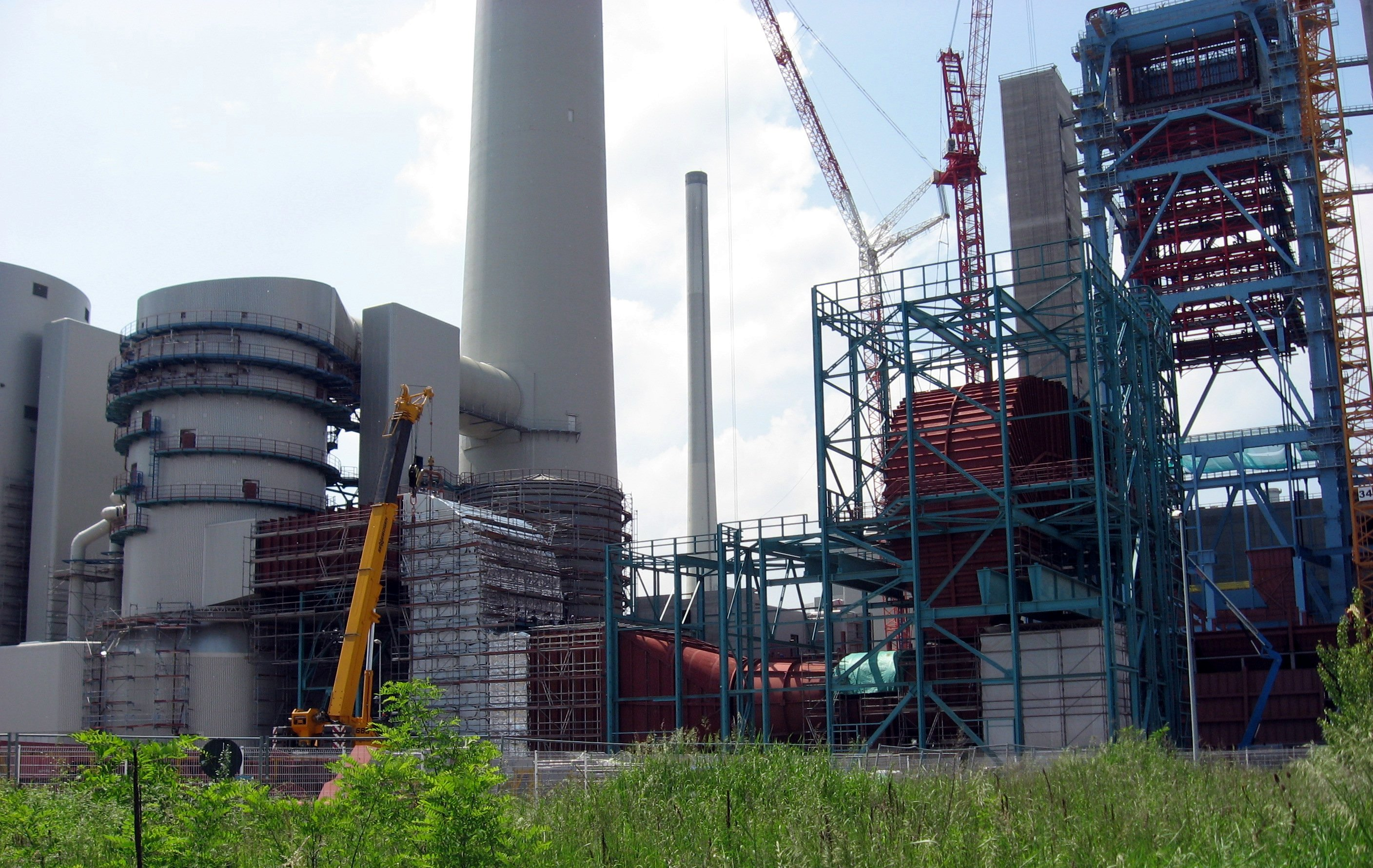
bouw van blok 8 in 2010
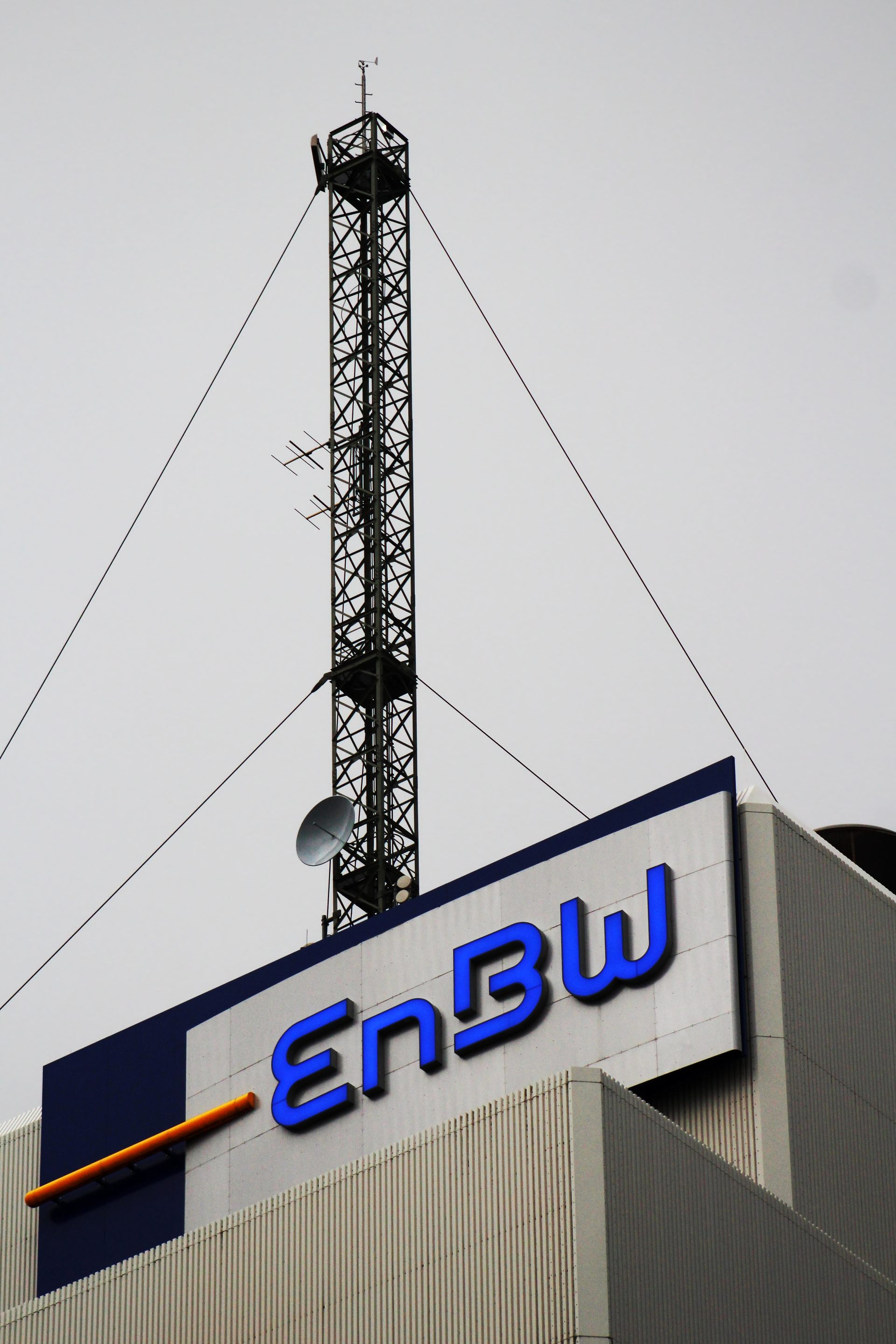
antenne boven op blok 7 van een FM zender